# Trumpchi GE3
La Trumpchi GE3, venduta anche come GAC GE3, è un'autovettura elettrica prodotta dal 2017 dalla casa automobilistica cinese Trumpchi, divisione della GAC Group.

## Descrizione
La GE3, che è basata sulla stessa piattaforma della berlina Trumpchi GS3, ha debuttato sotto forma di prototipo al pubblico per la prima volta al Salone dell'Auto di Detroit nel gennaio 2017. La versione di produzione ha debuttato al Salone dell'auto di Shanghai nell'aprile 2017, con le vendite iniziate sul mercato cinese nel luglio 2017.
La vettura è alimentato da una batteria da 47 kWh che trasferisce l'energia ad un motore elettrico da 177 CV, che le permette di raggiungere una velocità massima di 156 km/h con un'autonomia di circa 300 chilometri.
Nell'agosto 2018, la Trumpchi ha introdotto una versione aggiornata della vettura. Il nuovo modello chiamato GE3 530, che porta in dote piccoli cambiamenti estetici, è dotato di una batteria più capiente dalla capacità di 54,75 kWh, che le permette di ottenere 410 km di autonomia secondo il ciclo di omologazione NEDC.